# Leprolochus
Leprolochus là một chi nhện trong họ Zodariidae.

## Các loài
Các loài trong chi này gồm:
- Leprolochus birabeni Mello-Leitão, 1942
- Leprolochus levergere Lise, 1994
- Leprolochus mucuge Lise, 1994
- Leprolochus oeiras Lise, 1994
- Leprolochus parahybae Mello-Leitão, 1917
- Leprolochus spinifrons Simon, 1893 *
- Leprolochus stratus Jocqué & Platnick, 1990